# 诺基亚6220 Classic
諾基亞6220 classic（Nokia 6220 classic）是原來諾基亞舊款6220的智能手機版本，由諾基亞於2008年推出。

## 特徵
- 支援GPS。
- 採用Symbian OS 9.3手機系統。
- 藍芽2.0版本。
- 支援MP3、M4A，eAAC+、RealAudio 7,8,10和WMA格式之音樂。
- 500萬像素鏡頭。
- 支援H.264/MPEG-4 AVC、H.263、RealVideo 7,8,9/10。
- Java MIDP 2.1

## 與諾基亞6120 Classic之比較
諾基亞6220 Classic被視為諾基亞6120 Classic之進化版本。兩者主要不同在於：
- 6220 classic擁有500萬像素鏡頭，而6120 classic則僅有200萬。
- GPS
- FM收音機之設計